# Тондэмун (стадион)
Стадион Тондэмун (кор. 동대문운동장) — бывший спортивный комплекс, находившийся в городе Сеул (Республика Корея). Включал в себя многофункциональный стадион, бейсбольный парк и другие спортивные сооружения. Располагался недалеко от городских ворот Тондэмун в одноимённом районе, в честь которого получил своё окончательное название. Рядом находился рынок спортивных товаров. Комплекс «Тондэмун» снесён в 2008 году. На его месте возведён выставочный комплекс «Тондэмун Дизайн Плаза».

## История
Строительство легкоатлетического стадиона и бейсбольного поля началось 24 мая 1925 года и было завершено 15 октября. Изначально получил название «Кёнсонский стадион» в честь тогдашнего названия города в период японской оккупации. Являлся главным спортивным сооружением города. Наряду со стадионом «Кирим» в Пхеньяне являлся местом проведения межгородских футбольных турниров Кёнсон-Пхеньян в 1930-х годах.
На стадионе впоследствии часто проходили массовые празднования в честь окончания японской оккупации. Начало традиции было положено 15 августа 1945 года, когда 250 000 человек собрались здесь отпраздновать освобождение Кореи. В связи с переименованием города, изменилось и название спортивного сооружения на «Сеульский стадион». Бейсбольное поле вновь было открыто в 1959 году.
В 1962 году была проведена масштабная реконструкция, которая включала модернизацию существующих объектов, строительство бассейна, волейбольных площадок и теннисных кортов. В 1966 году на бейсбольном поле были установлены прожекторы, а в 1968 году — и на основном стадионе, чтобы обеспечить проведение вечерних соревнований. В 1985 году название стадиона было изменено на «Тондэмун» в связи с открытием в Сеуле более современного и крупного Олимпийского стадиона.
До конца 1980-х годов стадион являлся главным спортивным сооружением Сеула и центром проведения многочисленных соревнований. В 1950-1980-е годы являлся домашней ареной национальной футбольной сборной. В 1988 году принимал четыре матча олимпийского футбольного турнира. Здесь также часто проходили игры международного турнира Korea Cup.
В 1980-е годы здесь также начали проходить матчи футбольной K League. Три профессиональных клуба базировались здесь до 1995 года, пока не переехали на свои собственные стадионы из-за политики децентрализации в лиге.
Последний международный матч состоялся здесь в 2000 году между сборными Южной Кореи и Мьянмы. Закрыт футбольный стадион был 1 марта 2003 года. После чего здесь располагалась парковка и блошиный рынок. На бейсбольном поле последняя игра состоялась в ноябре 2007 года. 18 декабря его начали сносить. Футбольное же поле снесено несколькими месяцами позже. 14 мая 2008 года состоялось прощальное мероприятие и начался снос последних объектов.

## Галерея

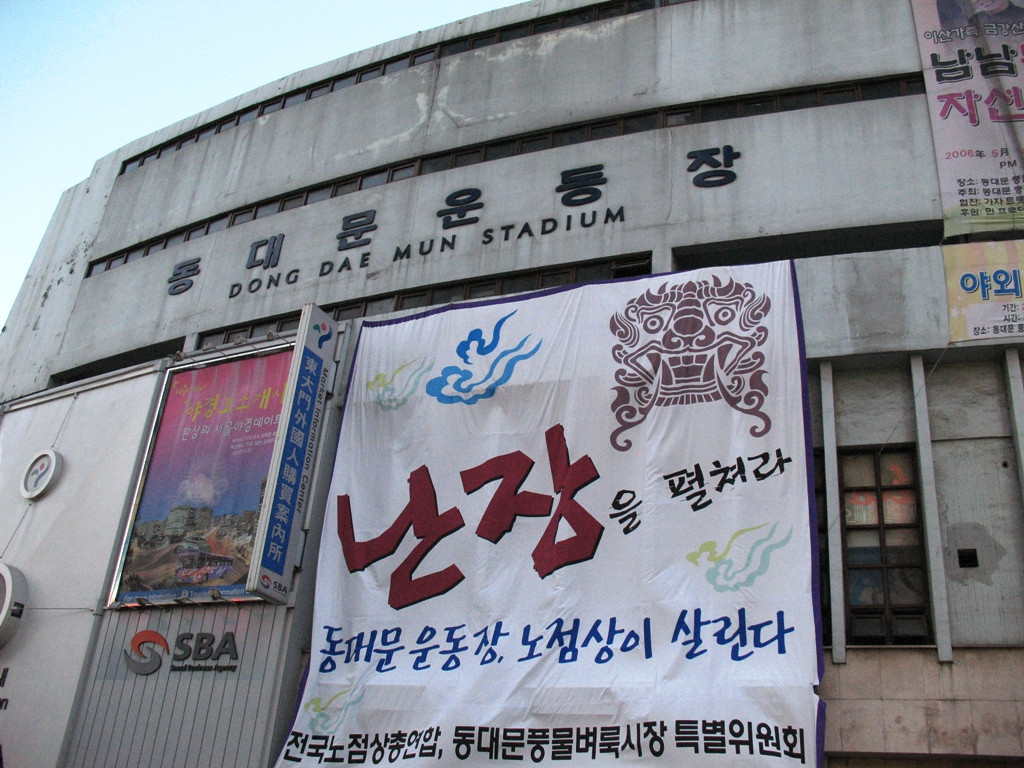
Вход на стадион, 2007 год